# Małgorzata Gutowska-Adamczyk
Małgorzata Gutowska-Adamczyk – polska pisarka, historyk teatru, scenarzystka filmowa, dziennikarka. Przez krótki okres była nauczycielką języka polskiego i łaciny w Liceum Ogólnokształcącym w Mińsku Mazowieckim. Jest absolwentką Wydziału Wiedzy o Teatrze Akademii Teatralnej im. Aleksandra Zelwerowicza w Warszawie.

## Życie prywatne
Jest żoną reżysera filmowego, Wojciecha Adamczyka. Ma dwóch synów: Macieja (standup Polska) i Piotra (kompozytor, m.in. Wiedźmin, Cyberpunk 2077).

## Twórczość

### Książki
- 2002 110 ulic
- 2005 Niebieskie nitki (Książka Tygodnia od 12 do 18 września 2005 roku przyznana przez Portal Rynku Wydawniczego)
- 2006 220 linii
- 2007 110 ulic (2 wydanie)
- 2007 Serenada, czyli moje życie niecodzienne
- 2008 13. Poprzeczna (Książka Roku 2008 polskiej sekcji IBBY)
- 2009 Wystarczy, że jesteś
- 2010 Jak zabić nastolatkę (w sobie)?
- 2011 Mariola, moje krople
- 2012 Serenada, czyli moje życie niecodzienne 2 wydanie
- 2012 Małgorzata Gutowska-Adamczyk rozmawia z czytelniczkami Cukierni Pod Amorem
- 2012 Opowieści Pana Rożka
- 2012 Paryż, miasto sztuki i miłości w czasach belle epoque
- 2015 Fortuna i namiętności. Klątwa
- 2015 Kalendarze
- 2016 Fortuna i namiętności. Zemsta
- 2020 Osiedle Sielanka. Nieznajoma
- 2021 Osiedle Sielanka. Sąsiedzi
- 2022 Osiedle Sielanka. Bomba
- 2023 Jej Wysokość Kurtyzana
- 2023 Paryż Belle Epoque. Sekrety Miasta Świateł

### SeriaCukiernia pod Amorem
- 2010 Cukiernia pod Amorem cz. 1 Zajezierscy
- 2010 Cukiernia pod Amorem cz. 2 Cieślakowie
- 2011  Cukiernia pod Amorem cz. 3 Hryciowie
- 2012 Podróż do miasta świateł. Róża z Wolskich (tom I)
- 2013 Podróż do miasta świateł. Rose de Vallenord (tom II)
- 2017 Cukiernia pod Amorem. Ciastko z wróżbą
- 2018 Cukiernia pod Amorem. Dziedzictwo Hryciów
- 2019 Cukiernia pod Amorem. Jedna z nas

### Tłumaczenia
Język macedoński
- 2008 220 linii, tłum. Aneta Todevska, wyd. Detska Radost
- 2013 110 ulic, tłum. Aneta Todevska, wyd. Makiedonska Riecz

Język bułgarski
- 2015 13 Poprzeczna, tłum. Milena Mileva, wyd. Emas
- 2019 Wystarczy, że jesteś, tłum. Milena Mileva, wyd. Emas

Język ukraiński
- 2014 13 Poprzeczna, tłum. Bożena Antoniak, wyd. Urbino
- 2015 110 ulic, tłum. Jarosław Ivczenko, wyd. Urbino
- 2016 220 linii, tłum. Jarosław Ivczenko, wyd. Urbino

### Scenariusze filmowe
- 1994 Tata, a Marcin powiedział
- 1997 – 1998 Rodziców nie ma w domu (odcinek 44.)
- 2001 Pokój na czarno
- 2003 – 2008 Na Wspólnej (dialogi)

### Teatr
- 2010 Czterdziestka w opałach (Teatr Kamienica w Warszawie, monodram Katarzyny Żak, reż. Wojciech Adamczyk)

### Dziennikarstwo
- Nowaja Polsza

## Nagrody i odznaczenia
- 2005 Niebieskie Nitki – Książka Tygodnia od 12 do 18 września 2005 roku, przyznana przez Portal Rynku Wydawniczego
- 2008 13. Poprzeczna – Książka Roku 2008 w kategorii „literatura” polskiej sekcji IBBY
- 2011 Zajezierscy – Nagroda Blogerów Książkowych Złota Zakładka kategoriach: Najlepsze czytadło, Najciekawszy Świat Powieści, Najbardziej wciągająca książka
- 2012 Cukiernia Pod Amorem – Książka Roku 2011 Portalu Granice.pl